# Analeptique

Analeptique

Un analeptique est un produit (pharmaceutique) ayant pour effet de stimuler certaines fonctions d'un organisme vivant.
Parmi eux, il existe des cardioanaleptiques, des nooanaleptiques (favorisant l'idéation), des psychoanaleptiques, etc.
En dehors des recherches sur l'animal, ils sont essentiellement utilisés en médecine et notamment en psychiatrie. 
Pour ce qui est des amphétamines, leur usage incontrôlé peut conduire à certaines toxicomanies.

## Exemples
- cardioanaleptiques ⇔ caféine, théobromine.
- nooanaleptiques ⇔ amphétamines ;
- psychoanaleptique ⇔ fluoxétine, Clérégil (marque déposée).